# Bandera de Toses
La bandera oficial de Toses (Ripollès) té la següent descripció:
Bandera apaïsada de proporcions dos d'alt per tres de llarg, vermella, amb una creu plena blanca el gruix dels braços de la qual és d'1/6 de l'alçària del drap, ressaltant sobre el centre una palmera verda d'altura 4/6 de la del drap.
El disseny de la palmera pot ser artístic. És el símbol de Sant Cristòfol, patró del poble, i està relacionat amb els símbols de Cunit i Campdevànol.

## Història
Va ser aprovada en el Ple de l'Ajuntament el 27 de setembre de 1994 i publicada en el DOGC el 14 de novembre del mateix any amb el número 1972.